# ホリ (製菓業)
株式会社ホリ（英: HORI CO., LTD.）は、北海道砂川市に本社のある製菓メーカー・企業。「ホリホールディングス」の会社であり、グループ会社に「北菓楼」がある。

## 概要
『モンドセレクション』最高金賞受賞の「夕張メロンピュアゼリー」や「とうきびチョコ」をはじめとする商品を製造・販売している。原料は北海道産にこだわっているほか、北海道内各地の地域資源を積極的に活用している。また、製造工程で排出する廃油を燃料として再利用するなど、循環型社会の実現にも努めている。通信販売のほか、北海道内の空港、観光地、ホテル、百貨店のギフトセンターで商品を購入することができる。北海道外では物産展などで一部商品の取扱いがある。
『桃太郎電鉄』を開発したゲームライターのさくまあきらは「夕張メロンピュアゼリー」の美味しさに感動し、「『桃太郎電鉄』の初期の段階では、あの夕張メロンゼリーを世の中に広めるのが私の役目だ！とおもって、ゲームを作っていた。」と述べている。

## 主な商品
- 夕張メロンピュアゼリー
- しそハスカップシリーズ
- じゃがいもコロコロ
- とうきびチョコ
- ドラキュラの葡萄

## 沿革
創業時の店舗は砂川中央小学校近くにあり、煎餅を製造・販売していたため地元では「堀せんべい」と呼ばれていた。炭鉱夫に手作りの菓子を売っていた堀製菓であったが、相次ぐ炭鉱の閉山によって経営難に陥ると、創業者・堀貞雄の息子である堀均と堀昭が家業を継いだ。
- 1947年（昭和22年）：砂川にて創業[5]。
- 1955年（昭和30年）：合資会社「堀製菓」設立[5]。
- 1982年（昭和57年）：株式会社「ホリ」設立[5]。
- 1987年（昭和62年）：「夕張メロンピュアゼリー」製品化[5]。
- 1990年（平成02年）：新社屋竣工[5]。
- 1991年（平成03年）：第2工場竣工。株式会社「北菓楼」設立[5]。
- 2004年（平成16年）：砂川ハイウェイオアシス館にチョコレート専門店「ショコラノヲルHori」（現在の北菓楼「砂川ハイウェイオアシス館店」）オープン[6][7]。
- 2006年（平成18年）：多目的工場竣工[5]。
- 2007年（平成19年）：札幌本部・札幌工場竣工[5]。
- 2013年（平成25年）：札幌医科大学と「包括連携協定」締結。農業生産法人「グリ・グリ・ホリ」活動開始[5]。第5工場竣工。

## 選定・受賞
- 『砂川市政功労賞』【産業振興部門】
- 『北海道エクセレントカンパニー表彰』大賞[8]
- 「元気なモノ作り中小企業300社」[9]
- 「平成24年度おもてなし経営企業選」[10]
- 『第2回北海道産業人材育成企業知事表彰』[11]
- 『第1回日経トップリーダー・人づくり大賞』最優秀賞[12]
- 『平成28年度「北国の省エネ・新エネ大賞」』【有効利用部門】優秀賞[13]
- 「はばたく中小企業・小規模事業者300社」[14]

## テレビ番組
- 日経スペシャル カンブリア宮殿 地元愛と親子の絆が生んだ感動の菓子メーカー（2017年10月5日、テレビ東京）[15]

## CM
「夕張メロンピュアゼリー」のテレビCMには料理研究家の服部幸應が出演している。